# Masakuni Yamamoto
Masakuni Yamamoto, född 4 april 1958 i Shizuoka prefektur, Japan, är en japansk tidigare fotbollsspelare.